# Shinchiku (tỉnh)

Tỉnh Shinchiku

Tỉnh Shinchiku (tiếng Nhật: 新竹州; Shinchiku-shū; Hán-Việt: Tân Trúc châu) là một đơn vị hành chính ở Đài Loan được Nhật Bản thành lập vào năm 1920 trong thời kỳ Đài Loan thuộc Nhật. Tỉnh này bao trùm địa phận hiện tại của các thành phố Tân Trúc, Đào Viên và các huyện Tân Trúc, Miêu Lật. Tỉnh lỵ đặt tại thành phố Shinchiku, chính là thành phố Tân Trúc ngày nay. Tòa hành chính tỉnh được xây vào năm 1915, hiện là tòa thị chính Tân Trúc.

## Dân số
Thống kê dân số thường trú tại tỉnh Shinchiku vào năm 1941:
| Tổng dân số                                     | 838.011 |
| ----------------------------------------------- | ------- |
| Người Nhật                                      | 20.693  |
| Người Đài Loan                                  | 815.274 |
| Người Triều Tiên                                | 150     |
| Sắc dân khác                                    | 1.894   |
| Điều tra dân số năm 1941 (năm Chiêu Hòa thứ 16) |         |

## Phân cấp hành chính

### Thành phố và quận
Năm 1945 (năm Chiêu Hòa thứ 20), có 1 thành phố và 8 quận.
| Thành phố (市 shi)  | Thành phố (市 shi) | Thành phố (市 shi) | Quận (郡 gun)  | Quận (郡 gun) | Quận (郡 gun)  |
| Tên                 | Kanji              | Kana               | Tên            | Kanji         | Kana           |
| ------------------- | ------------------ | ------------------ | -------------- | ------------- | -------------- |
| Thành phố Shinchiku | 新竹市             | しんちくし         | Quận Shinchiku | 新竹郡        | しんちくぐん   |
| Thành phố Shinchiku | 新竹市             | しんちくし         | Quận Chūreki   | 中壢郡        | ちゅうれきぐん |
| Thành phố Shinchiku | 新竹市             | しんちくし         | Quận Tōen      | 桃園郡        | とうえんぐん   |
| Thành phố Shinchiku | 新竹市             | しんちくし         | Quận Daikei    | 大溪郡        | たいけいぐん   |
| Thành phố Shinchiku | 新竹市             | しんちくし         | Quận Chikutō   | 竹東郡        | ちくとうぐん   |
| Thành phố Shinchiku | 新竹市             | しんちくし         | Quận Chikunan  | 竹南郡        | ちくなんぐん   |
| Thành phố Shinchiku | 新竹市             | しんちくし         | Quận Byōritsu  | 苗栗郡        | びょうりつぐん |
| Thành phố Shinchiku | 新竹市             | しんちくし         | Quận Taiko     | 大湖郡        | たいこぐん     |

### Thị xã và làng
Quận được chia thành thị xã (街, nhai) và làng (庄, trang):
| Quận             | Tên              | Kanji  | Ghi chú                                                       |
| ---------------- | ---------------- | ------ | ------------------------------------------------------------- |
| Shinchiku 新竹郡 | Thị xã Shimpu    | 新埔街 | Tân Phố ngày nay                                              |
| Shinchiku 新竹郡 | Thị xã Kansai    | 關西街 | Quan Tây ngày nay                                             |
| Shinchiku 新竹郡 | Làng Chikuhoku   | 竹北庄 | Trúc Bắc ngày nay                                             |
| Shinchiku 新竹郡 | Làng Kōmō        | 紅毛庄 | Tân Phong ngày nay                                            |
| Shinchiku 新竹郡 | Làng Koguchi     | 湖口庄 | Hồ Khẩu ngày nay                                              |
| Shinchiku 新竹郡 | Khu bản địa      | 蕃地   | Một phần của Quan Tây ngày nay                                |
| Shinchiku 新竹郡 | Thị xã Shinchiku | 新竹街 | Nâng lên thành phố vào năm 1930. Thành phố Tân Trúc ngày nay. |
| Shinchiku 新竹郡 | Làng Kyūminato   | 旧港庄 | Bãi bỏ năm 1941, trở thành làng Chikuhoku                     |
| Shinchiku 新竹郡 | Làng Rokka       | 六家庄 | Bãi bỏ năm 1941, trở thành làng Chikuhoku                     |
| Shinchiku 新竹郡 | Làng Kōzan       | 香山庄 | Bãi bỏ năm 1941, nhập vào thành phố. Là Hương Sơn ngày nay.   |
| Chūreki 中壢郡   | Thị xã Chūreki   | 中壢街 | Trung Lịch ngày nay                                           |
| Chūreki 中壢郡   | Thị xã Yōbai     | 楊梅街 | Dương Mai ngày nay                                            |
| Chūreki 中壢郡   | Làng Heichin     | 平鎮庄 | Bình Trấn ngày nay                                            |
| Chūreki 中壢郡   | Làng Shin'oku    | 新屋庄 | Tân Ốc ngày nay                                               |
| Chūreki 中壢郡   | Làng Kan'on      | 觀音庄 | Quan Âm ngày nay                                              |
| Tōen 桃園郡      | Thị xã Tōen      | 桃園街 | Quận Đào Viên ngày nay                                        |
| Tōen 桃園郡      | Làng Rochiku     | 蘆竹庄 | Lô Trúc ngày nay                                              |
| Tōen 桃園郡      | Làng Ōsono       | 大園庄 | Đại Viên ngày nay                                             |
| Tōen 桃園郡      | Làng Kameyama    | 龜山庄 | Quy Sơn ngày nay                                              |
| Tōen 桃園郡      | Làng Hachikai    | 八塊庄 | Bát Đức ngày nay                                              |
| Daikei 大渓郡    | Thị xã Daikei    | 大溪街 | Đại Khê ngày nay                                              |
| Daikei 大渓郡    | Làng Ryūtan      | 龍潭庄 | Long Đàm ngày nay                                             |
| Daikei 大渓郡    | Khu bản địa      | 蕃地   | Phục Hưng ngày nay                                            |
| Chikutō 竹東郡   | Thị xã Chikutō   | 竹東街 | Trúc Đông ngày nay                                            |
| Chikutō 竹東郡   | Làng Kyūrin      | 芎林庄 | Khung Lâm ngày nay                                            |
| Chikutō 竹東郡   | Làng Yokoyama    | 橫山庄 | Hoành Sơn ngày nay                                            |
| Chikutō 竹東郡   | Làng Hoppo       | 北埔庄 | Bắc Phố ngày nay                                              |
| Chikutō 竹東郡   | Làng Gabi        | 峨嵋庄 | Nga Mi ngày nay                                               |
| Chikutō 竹東郡   | Làng Bōzan       | 寶山庄 | Bảo Sơn ngày nay                                              |
| Chikutō 竹東郡   | Khu bản địa      | 蕃地   | Tiêm Thạch và Ngũ Phong, Tân Trúc ngày nay                    |
| Chikunan 竹南郡  | Thị xã Chikunan  | 竹南街 | Trúc Nam ngày nay                                             |
| Chikunan 竹南郡  | Thị xã Tōfun     | 頭份街 | Đầu Phần ngày nay                                             |
| Chikunan 竹南郡  | Làng Sanwan      | 三灣庄 | Tam Loan ngày nay                                             |
| Chikunan 竹南郡  | Làng Nan         | 南庄   | Nam Trang ngày nay                                            |
| Chikunan 竹南郡  | Làng Zōkyō       | 造橋庄 | Tạo Kiều ngày nay                                             |
| Chikunan 竹南郡  | Làng Kōryū       | 後龍庄 | Hậu Long ngày nay                                             |
| Chikunan 竹南郡  | Khu bản địa      | 蕃地   | Một phần của Nam Trang ngày nay                               |
| Byōritsu 苗栗郡  | Thị xã Byōritsu  | 苗栗街 | Thành phố Miêu Lật ngày nay                                   |
| Byōritsu 苗栗郡  | Thị xã Enri      | 苑裡街 | Uyển Lý ngày nay                                              |
| Byōritsu 苗栗郡  | Làng Tō'oku      | 頭屋庄 | Đầu Ốc ngày nay                                               |
| Byōritsu 苗栗郡  | Làng Kōkan       | 公館庄 | Công Quán ngày nay                                            |
| Byōritsu 苗栗郡  | Làng Dora        | 銅鑼庄 | Đồng La ngày nay                                              |
| Byōritsu 苗栗郡  | Làng Sansa       | 三叉庄 | Tam Nghĩa ngày nay                                            |
| Byōritsu 苗栗郡  | Làng Tsūshō      | 通霄庄 | Thông Tiêu ngày nay                                           |
| Byōritsu 苗栗郡  | Làng Shiko       | 四湖庄 | Tây Hồ ngày nay                                               |
| Taigo 大湖郡     | Làng Taigo       | 大湖庄 | Đại Hồ ngày nay                                               |
| Taigo 大湖郡     | Làng Shitan      | 獅潭庄 | Sư Đàm ngày nay                                               |
| Taigo 大湖郡     | Làng Takuran     | 卓蘭庄 | Trác Lan ngày nay                                             |
| Taigo 大湖郡     | Khu bản địa      | 蕃地   | Thái An ngày nay                                              |

## Đền Shintō
- Đền Shinchiku
- Đền Tsūshō
- Đền Tōen (nay là Đền liệt sĩ Đào Viên)
- Đền Byōritsu
- Đền Chūreki
- Đền Tōfun
- Đền Chikunan
- Đền Taigo
- Đền Chikutō

## Người nổi tiếng
Danh sách người nổi tiếng sinh ra tại tỉnh Shinchiku:
- Hoàng Văn Hùng: nhà hoạt động nhân quyền, Chủ tịch tổ chức Ân xá Quốc tế Đài Loan đến cuối thập niên 2000
- Hứa Viễn Đông: chính trị gia, Thống đốc thứ 14 của Ngân hàng Trung ương Trung Hoa Dân Quốc, tử nạn trên chuyến bay 676 của China Airlines